# Moreillon
Pour les articles homonymes, voir Moreillon (homonymie).
Moreillon est un lieu-dit de la commune suisse de Puidoux, dans le canton de Vaud.

## Étymologie
La racine celtique *mor-, « morceau rocheux détaché d'une montagne », est à l'origine du nom de nombreux villages construits sur d'anciens éboulements rocheux.

## Géographie
Moreillon est situé dans la partie nord de la commune de Puidoux, à l'est du Lac de Bret.

## Histoire
L'idée de créer une halte pouvant desservir le nord de la commune de Puidoux remonte à 1892. Après 3 refus des autorités, une station est finalement construite. Le 15 mai 1929, les premiers trains s'arrêtent à Moreillon. La direction des CFF, poursuivant sa politique de suppression des passages à niveau, fait démolir la maison du garde-barrière et établir, en 1973, un passage sous voie.

## Transports
Moreillon dispose d'une halte située sur la ligne CFF entre Lausanne-Berne. Les trains régionaux s'y arrêtent.

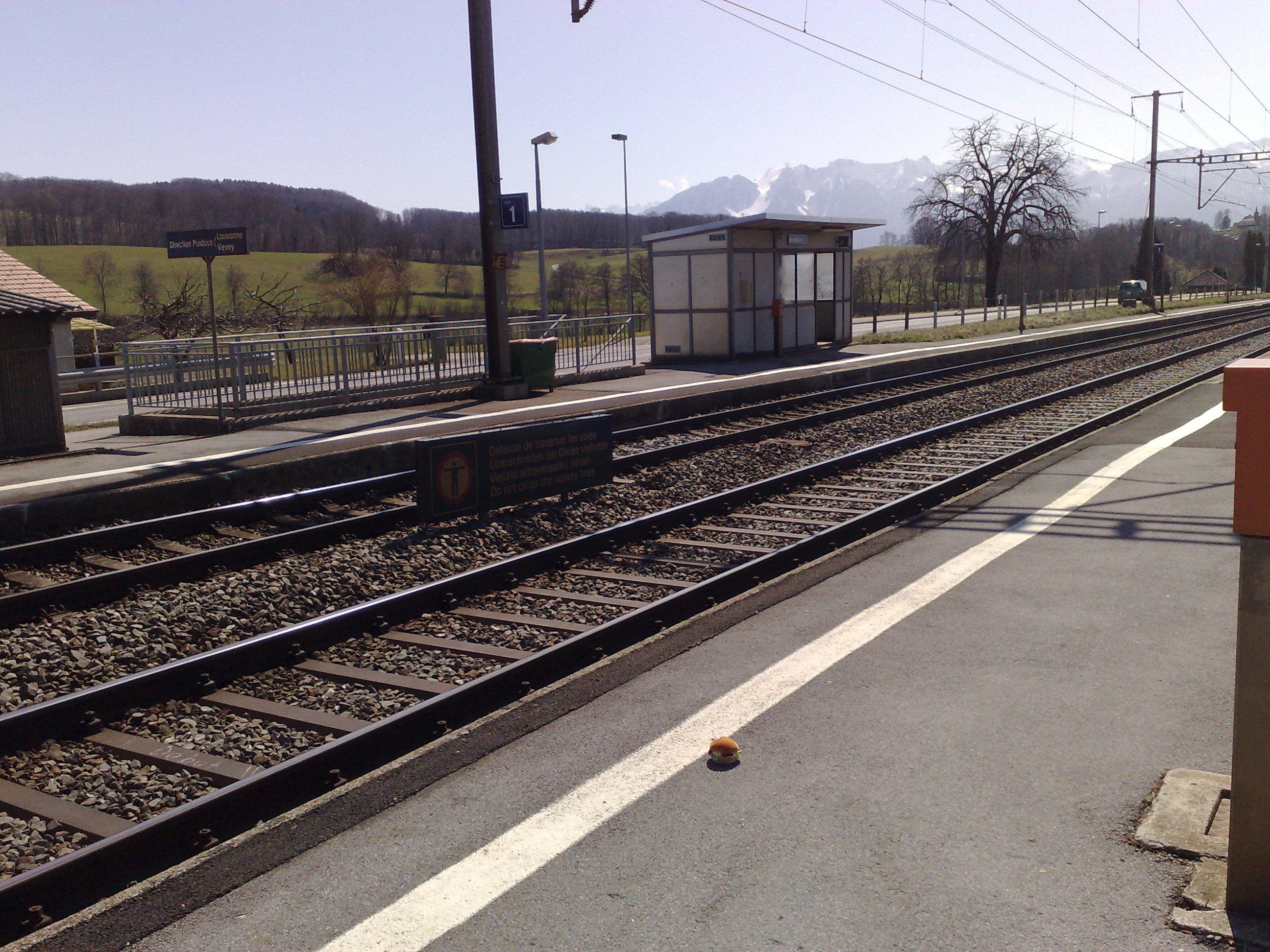
Halte CFF de Moreillon

## Sources
- Halte de Moreillon, Puidoux, au cœur de Lavaux, Commune d'une commune Vaudoise, Eric Müller, 1982.